# 2002.
◄ | 20. stoljeće | 21. stoljeće | 22. stoljeće | ►
◄ | 1970-ih | 1980-ih | 1990-ih | 2000-ih | 2010-ih | 2020-ih | 2030-ih | ►
◄◄ | ◄ | 1999. | 2000. | 2001. | 2002. | 2003. | 2004. | 2005. | ► | ►►
Arhitektura • Astronautika • Astronomija • Biologija • Film • Fotografija • Glazba • Kazalište • Kemija • Kiparstvo • Knjige • Književnost • Kršćanstvo • Meteorologija • Medicina • Planinarstvo • Politika • Pravo • Promet • Slikarstvo • Strip • Šport • Televizija • Znanost • Zrakoplovstvo • Željeznički promet
2002. je bila godina prema gregorijanskom kalendaru koja nije bila prijestupna, a započela je u utorak.
Ova godina bila je obilježena kao:
- Međunarodna godina ekološkog turizma i planina.
- Godina outbacka u Australiji.
- Nacionalna godina znanosti u Velikoj Britaniji.
- Godina svjesnosti autizma u Velikoj Britaniji.

## Događaji
- 1. siječnja – Uvođenje nove valute eura u papirnatim novčanicama i kovanicama u državama Austriji, Belgiji, Finskoj, Francuskoj, Grčkoj, Irskoj, Italiji, Luksemburgu, Nizozemskoj, Njemačkoj, Portugalu i Španjolskoj.
- 8. do 24. veljače – Održane su Zimske olimpijske igre u Salt Lake Cityju.
- 12. veljače – U Haagu je započelo suđenje Slobodanu Miloševiću.
- 14. veljače – Prva hrvatska medalja na Zimskim olimpijskim igrama – zlato u skijaškoj kombinaciji za žene u Salt Lake Cityu – Janica Kostelić.
- 9. i 10. ožujka – Održan II. Europski zimski bacački kup u Puli. 175 natjecatelja iz 26 država se natjecalo u 8 atletskih bacačkih disiplina (po 4 za muškarce i žene).[1]
- 14. ožujka – U Beogradu potpisan sporazum o preuređenju tadašnje Savezne Republike Jugoslavije i uspostavljanju novih odnosa između njene dvije republike – Srbije i Crne Gore. Sporazum potpisali visoki dužnosnici SRJ, Srbije, i Crne Gore, uz posredovanje Europske unije.
- 11. travnja – Bivši ministar unutarnjih poslova Srbije, Vlajko Stojiljković, kojeg je Haaški tribunal optužio za ratne zločine na Kosovu tijekom 1999. godine, izvršio samoubojstvo ispred zgrade tadašnjeg saveznog parlamenta.
- 26. travnja – Bivši učenik Gimnazije u njemačkom gradu Erfurtu počeo je pucati vatrenim oružjem na svoje bivše učitelje i ostale učenike ubivši 16 osoba prije negoli je počinio samoubojstvo.
- 20. svibnja – Istočni Timor proglašen je nezavisnom državom.
- 31. svibnja do 30. lipnja – Održano je Svjetsko nogometno prvenstvo u Japanu i Južnoj Koreji. U finalu je reprezentacija Brazila pobijedila Njemačku rezultatom 2:0, a oba pogotka postigao je Ronaldo.
- 29. lipnja – Održan prvi Zagreb Gay Pride.
- 1. srpnja – 72 osobe poginule su u sudaru putničkog i teretnog zrakoplova iznad južne Njemačke.
- 21. kolovoza – Hrvatska nogometna reprezentacija odigrala na Maksimiru svoju 100. službenu utakmicu s Walesom. Rezultat je bio 1:1.
- 10. rujna – Švicarska postala članicom UN-a.
- 7. listopada – od aktivnog igranja nogometa se na Maksimiru oprostio legendarni kapetan Vatrenih, Zvonimir Boban.
- 12. listopada – 202 osobe su poginule, a više od 300 ih je ozlijeđeno u bombaškom napadu na dva noćna kluba na Baliju.
- 23. listopada – Čečenski teroristi uzimaju oko 800 taoca u moskovskom kazalištu Dubrovka i traže povlačenje ruskih snaga iz Čečenije.
- 26. listopada – U napadu ruskih specijalnih postrojbi na moskovsko kazalište u kojemu se odvijala talačka kriza stradala 129 civila i 41 čečenski terorist.
- 21. studenog – NATO je pozvao Bugarsku, Estoniju, Latviju, Litvu, Rumunjsku, Slovačku i Sloveniju da mu se pridruže.
- 22. studenog – U Nigeriji je ubijeno više od 100 ljudi u napadu ciljanom na kandidatkinje izbora za Miss svijeta.
- 15. prosinca – Sazvano krovno tijelo hrv. manjine u Srbiji na elektorskoj skupštini, HNV. Slavi se kao nacionalni blagdan hrvatske manjine u Srbiji.

## Rođenja

### Siječanj – ožujak
- 3. siječnja – Lena Stojković, hrvatska taekwondoašica
- 23. siječnja – Joško Gvardiol, hrvatski nogometaš
- 7. veljače – Sam Sulek, američki YouTuber i profesionalni bodybuilder
- 28. ožujka – Daniel Tschofenig, austrijski skijaš skakač

### Travanj – lipanj
- 29. travnja – Renārs Uščins, njemački rukometaš latvijskog podrijetla
- 2. svibnja – Matej Mandić, hrvatski rukometaš
- 6. svibnja – Cole Palmer, engleski nogometaš
- 17. svibnja – Léon Marchand, francuski plivač
- 18. svibnja – Alina Zagitova, ruska klizačica

### Srpanj – rujan
- 12. srpnja – Nico Williams, španjolski nogometaš
- 25. srpnja – Adam Hložek, češki nogometaš
- 26. kolovoza – Lil Tecca, američki reper
- 2. rujna – Bradley Barcola, francuski nogometaš
- 8. rujna – Tvrtko Ljutić, hrvatski alpski skijaš
- 8. rujna – Luka Sučić, hrvatski nogometaš
- 27. rujna – Jenna Ortega, američka glumica
- 28. rujna – Mykolas Alekna, litavski atletičar

### Listopad – prosinac
- 5. listopada – Mia Negovetić, hrvatska pjevačica
- 15. listopada – Veldin Hodža, kosovsko-hrvatski nogometaš
- 1. studenoga – NLE Choppa, američki reper
- 10. studenoga – Eduardo Camavinga, francuski nogometaš
- 16. studenoga – Adrion Pajaziti, albanski nogometaš
- 25. studenoga – Pedri, španjolski nogometaš

## Smrti

### Siječanj
- 12. siječnja – Cyrus Vance, američki političar (* 1917.)
- 16. siječnja – Michael Walford, britanski hokejaš na travi (* 1915.)
- 17. siječnja – Queenie Leonard, britanska glumica (* 1905.)
- 21. siječnja – Peggy Lee, američka glumica (* 1920.)
- 28. siječnja – Astrid Lindgren, švedska književnica (* 1907.)
- 31. siječnja – Predrag Vranicki, hrvatski filozof (* 1922.)

### Veljača
- 1. veljače – Hildegard Knef, njemačka glumica, pjevačica, pjesnikinja i književnica (* 1925.)
- 4. veljače – Pero Čimbur, hrvatski novinar i književnik (* 1930.)
- 9. veljače – Princeza Margaret, britanska princeza (* 1930.)
- 13. veljače – Waylon Jennings, američki country pjevač (* 1937.)
- 15. veljače – Kevin Smith, novozelandski glumac (* 1963.)
- 15. veljače – Franjo Rotter, hrvatski književnik i pjesnik  (* 1970.)
- 19. veljače – Virginia Hamilton, američka spisateljica (* 1936.)
- 22. veljače – Chuck Jones, američki animator, producent (* 1912.)
- 26. veljače – Lawrence Tierney, američki glumac (* 1919.)

### Ožujak
- 2. ožujka – Ivo Latin, hrvatski političar (* 1929.)
- 11. ožujka – Franjo Kuharić, hrvatski kardinal (* 1919.)
- 12. ožujka – Peter M. Blau, američki sociolog austrijskog porijekla (* 1918.)
- 17. ožujka – Ljubica Štefan, hrvatska povjesničarka (* 1921.)
- 22. ožujka – Geza Kikić, bački hrvatski književni kritičar (* 1925.)
- 24. ožujka – Cesar Milstein, britanski biokemičar (* 1927.)
- 27. ožujka – Dudley Moore, britanski glumac (* 1935.)
- 27. ožujka – Billy Wilder, američki redatelj (* 1906.)
- 30. ožujka – Elizabeth Bowes-Lyon, britanska kraljica (* 1900.)

### Travanj
- 1. travnja – Veljko Atanacković, hrvatski pedagog (* 1920.)
- 1. travnja – Simo Häyhä, finski vojnik (* 1905.)
- 5. travnja – Layne Staley, američki glazbenik (* 1967.)
- 8. travnja – María Félix, meksička glumica (* 1914.)
- 11. travnja – Branko Bauer, hrvatski redatelj (* 1921.)
- 13. travnja – Vlajko Stojiljković, srpski političar (* 1937.)
- 16. travnja – Zoltán Turcsányi, mađarski hokejaš na travi (* 1914.)
- 16. travnja – Robert Urich, američki glumac (* 1946.)
- 17. travnja – Kruno Cipci, hrvatski dirigent i skladatelj (* 1930.)
- 18. travnja – Thor Heyerdahl, norveški pomorski biolog i antropolog (* 1914.)
- 22. travnja – Linda Lovelace, američka pornografska glumica (* 1949.)
- 25. travnja – Lisa Lopes, američka pjevačica (* 1971.)
- 27. travnja – Ruth Handler, američka poduzetnica (* 1916.)
- 29. travnja – Jozo Laušić, hrvatski književnik (* 1936.)

### Svibanj
- 5. svibnja – Đurđa Šegedin, hrvatska glumica i redateljica (* 1916.)
- 10. svibnja – David Riesman, američki sociolog (* 1909.)
- 11. svibnja – Joseph Bonanno, američki mafijaš (* 1905.)
- 13. svibnja – Valerij Lobanovs'kyj, ukrajinski nogometaš i nogometni trener (* 1939.)
- 16. svibnja – Danilo Stojković, srpski glumac (* 1934.)
- 17. svibnja – Ladislao Kubala, mađarski nogometaš i trener slovačkog porijekla (* 1927.)
- 20. svibnja – Stephen Jay Gould, američki paleontolog, evolucionarni biolog i povjesničar znanosti (* 1941.)
- 25. svibnja – Zoran Janković, hrvatski vaterpolist (* 1940.)
- 26. svibnja – Ivo Maček, hrvatski pijanist i skladatelj (* 1914.)

### Lipanj
- 3. lipnja – Donald Buck, američki hokejaš na travi (* 1916.)
- 5. lipnja – Dee Dee Ramone, američki glazbenik (* 1952.)
- 10. lipnja – John Gotti, američki mafijaš (* 1940.)
- 10. lipnja – Zoja Mihelac, hrvatska glumica (* 1947.)
- 10. lipnja – Boško Buha (mlađi), general – major MUP-a Srbije(* 1959.)
- 13. lipnja – Ante Mladinić, hrvatski nogometaš (* 1929.)
- 17. lipnja – Fritz Walter, njemački nogometaš (* 1920.)
- 29. lipnja – Rosemary Clooney, američka glumica i pjevačica (* 1928.)

### Srpanj
- 5. srpnja – Katy Jurado, meksička glumica (* 1924.)
- 6. srpnja – John Frankenheimer, američki filmski redatelj (* 1930.)
- 9. srpnja – Rod Steiger, američki glumac (* 1925.)
- 17. srpnja – Feliks Hladnik, slovenski likovni umjetnik (* 1915.)

### Kolovoz
- 3. kolovoza – Carmen Silvera, britansko-kanadska glumica (* 1922.)
- 6. kolovoza – Edsger Dijkstra, nizozemski računalni znanstvenik (* 1930.)
- 15. kolovoza – Mirko Vidaković, hrvatski botaničar i dendrolog (* 1924.)
- 16. kolovoza – Franjo Ćurić, hrvatski pjesnik (* 1921.)
- 30. kolovoza – Zaid Ibn Shaker, jordanski političar (* 1934.)

### Rujan
- 3. rujna – Irena Kolesar, hrvatska glumica (* 1925.)
- 11. rujna – Kim Hunter, američka glumica (* 1922.)
- 15. rujna – Davor Benčić, hrvatski nogometaš (* 1934.)
- 17. rujna – Govind Perumal, indijski hokejaš na travi (* 1925.)

### Listopad
- 1. listopada – Vanja Timer, hrvatska pjevačica i glumica (* 1914.)
- 1. listopada – Silvije Bombardeli, hrvatski glazbenik (* 1916.)
- 5. listopada – Mia Čorak Slavenska, hrvatska primabalerina (* 1916.)
- 12. listopada – Carolina Fadic, čileanska glumica hrvatskog porijekla (* 1974.)
- 22. listopada – Richard Helms, američki direktor CIA-e (* 1913.)
- 23. listopada – Danijel Popović (nogometaš), hrvatski U21 nogometni reprezentativac (*1982.)
- 25. listopada – Richard Harris, irski glumac (* 1930.)
- 30. listopada – Rudolf Brucci, hrvatski skladatelj (* 1917.)
- 30. listopada – Jam-Master Jay, američki glazbenik (* 1965.)
- 31. listopada – Jakov Sirotković, hrvatski političar (* 1922.)

### Studeni
- 7. studenog – Peg Phillips, američka glumica (* 1918.)
- 12. studenog – Karel Dončec, mađarski likovni umjetnik (* 1918.)
- 13. studenog – Juan Alberto Schiaffino, urugvajsko-talijanski nogometaš (* 1925.)
- 18. studenog – James Coburn, američki glumac (* 1928.)
- 26. studenog – Hašim Kučuk Hoki, bosanskohercegovački pjevač (* 1946.)

### Prosinac
- 2. prosinca – Vjenceslav Richter, hrvatski arhitekt (* 1917.)
- 2. prosinca – Ivan Illich, austrijski filozof (* 1926.)
- 3. prosinca – Glenn Quinn, irski glumac (* 1970.)
- 9. prosinca – Tomo Vereš, bački hrvatski dominikanac i filozof (* 1930.)
- 22. prosinca – Joe Strummer, engleski pjevač i glumac (* 1952.)
- 27. prosinca – George Roy Hill, američki filmski redatelj (* 1921.)

### Nepoznat datum smrti
- André Clot, francuski povjesničar (* 1909.)
- Paul Sartorius, francuski hokejaš na travi (* 1912.)
- Miroslav Brandt, hrvatski povjesničar, pisac, kulturolog (* 1914.)
- Marica Slava Vedrina, hrvatska časna sestra (* 1916.)
- Petar Šarčević, hrvatski atletičar (* 1923.)
- Miroslav Beker, hrvatski anglist (* 1926.)
- Ivo Prćić mlađi, bački hrvatski pjesnik (* 1927.)
- Ivan Horvat, hrvatski pjesnik (* 1940.)
- Branko Jegić, bački hrvatski književnik (* 1944.)

## Nobelova nagrada za 2002. godinu
- Fizika: Raymond Davis Jr., Masatoshi Koshiba i Riccardo Giacconi
- Kemija: John Bennett Fenn, Koichi Tanaka i Kurt Wüthrich
- Fiziologija i medicina: Sydney Brenner, H. Robert Horvitz i John E. Sulston
- Književnost: Imre Kertész
- Mir: Jimmy Carter
- Ekonomija: Daniel Kahneman i Vernon L. Smith

## U fikciji
- U skladbi iz 1975. „2002 u Splitu” (druga strana singlice pjesma Galeb i ja), koju je izveo Oliver Dragojević, predviđeno je da će sve biti automatsko na dugmad, preopterećenost domaćih krajeva turistima zbog čega će stanovnici odlaziti na vikendice na Mjesec, računala da će misliti za ljude, svako kućanstvo imati telefon, svaki stanovnik novi stan, da će opskrba ribe s Marsa biti svakodnevnica, grad Split da će imati stadion na kojem će igrati svjetski prvak, a da će glavna djelatnost stanovništvu biti pjevanje cijeli dan.[2]

## Obljetnice i godišnjice
- Stopedesetgodišnjica rođenja Eugena Kumičića.[3]
- Stogodišnjica rođenja Side Košutić

## Vanjske poveznice
|  | Zajednički poslužitelj ima još gradiva o temi 2002. |